# حفشيات الشكل
حفشيات الشكل هي عبارة عن رتبة من شعاعيات الزعانف البدائية، تتضمن أسماك الحفش والأسماك المجذافية، إضافة إلى بعض الفصائل المنقرضة. تتضمن هذه الرتبة فصيلتين حيتين (الحفشيات والأسماك المجذافية)، يحتويان على 27 نوعٍ ضمن 6 أجناس. الحفش هو أحد أقدم أنواع الأسماك في العالم، حيث يَعود ظهوره الأول إلى العصر الطباشيري. من المميزات الملحوظة في الحفشيات هيكلها الداخلي الغضروفي، وأيضاً افتقارها إلى الجسم الفقري (الجزء الرئيسي من الفقرة)، كما أن صمامها المعوي حلزوني.

## الفصائل
- الحفشيات:
  - تحت فصيلة أسماك الحفش (Acipenserinae).
  - تحت فصيلة مجرافيات الأنوف (Scaphirhynchinae).

- الأسماك المجذافية.
- الأسماك الغضروعظمية (منقرضة).